# Langonnet
Langonnet (bret. Langoned) – miejscowość i gmina we Francji, w regionie Bretania, w departamencie Morbihan.
Według danych na rok 1990 gminę zamieszkiwało 2005 osób, a gęstość zaludnienia wynosiła 23 osoby/km² (wśród 1269 gmin Bretanii Langonnet plasuje się na 315. miejscu pod względem liczby ludności, natomiast pod względem powierzchni na miejscu 4.).